# Syntetiska språk
Syntetiska språk är inom språktypologi en term som används för att beskriva språk där enskilda ord ändrar form (böjs) beroende på grammatisk funktion. I dessa språk har alla ord alltså inte alltid samma oföränderliga form, som i de analytiska språken (även kallade isolerande språk), där motsvarande grammatiska funktioner i stället uttrycks genom att lägga till ord eller genom förändringar i ord- eller frasföljd. De syntetiska språken kan delas in i tre undergrupper: flekterande språk, agglutinerande språk och polysyntetiska språk.
I de agglutinerande språken knyts en rad av affix till en ordrot, och varje enskilt affix representerar en given grammatisk funktion. I de relativt ovanliga polysyntetiska språken kan flera ordrötter och affix fogas samman. I flekterande språk är en grupp av ordformer – ett paradigm – knutna till varandra mer eller mindre regelbundet, där varje böjningsform representerar ett komplex av grammatiska särdrag.
Många språk har både syntetiska och analytiska drag, och språk kan sålunda vara syntetiska eller analytiska i olika grad. Exempelvis är svenska språket till stor del analytiskt, men inte alls i samma grad som kinesiskan. I finskan, som är ett i hög grad syntetiskt språk, säger man exempelvis talossa (inne i huset), talosta (ut ur huset) och taloon (in i huset), medan man i svenskan istället använder prepositioner.
Andra språk som kan beskrivas som relativt höggradigt syntetiska är turkiska och polska. Exempel på polysyntetiska språk finns bland annat hos wichífolket i Bolivia och Argentina, där alla de tre huvuddialekterna vejós (wehwós), güisnay (weenhayek) och nocten (oktenay) är polysyntetiska.